# Mobile Suit Gundam 0080: War in the Pocket
Mobile Suit Gundam 0080 : War in the Pocket (機動戦士ガンダム0080 ポケットの中の戦争, Kidō Senshi Gandamu 0080 Poketto no naka no sensō) est un anime japonais diffusé sous forme d’OAV en 1989. Appartenant à la franchise de science-fiction Gundam, il a été scénarisé par Hiroyuki Yamaga (en) et réalisé par Fumihiko Takayama à l’occasion du dixième anniversaire de la franchise créée par Yoshiyuki Tomino.
L’histoire de Mobile Suit Gundam 0080 revient aux origines de Gundam et relate une histoire annexe en marge de la guerre d'indépendance de Zeon, elle-même intégralement relatée dans Mobile Suit Gundam. Bien que rompant avec le style original en adoptant un ton encore plus dramatique et réaliste, cette série d’OAV connut une grande popularité parmi les amateurs de la franchise.

## Synopsis
L’histoire débute à la fin de l’an 0079 de l’Universal Century. Après avoir découvert l’existence d’une base de la Fédération sur la colonie Side 6 qui semble avoir pour but de produire un second Gundam (un prototype de mobile suit très puissant), le duché de Zeon commande l’envoi d’un commando d’élite – l’équipe Cyclope – sur place pour tuer ce projet dans l’œuf. Cependant, l’opération est un échec et un jeune pilote de Zeon, nommé Bernie Wiseman, se replie seul dans une forêt des alentours, avec son Zaku endommagé. Il fait alors la rencontre d’Alfred Izuruha (surnommé Al), un jeune garçon de onze ans mordu de mobile suit et de technologie. Se prenant d’amitié dans ce contexte de guerre, ils vont s’entre-aider pour retrouver le reste de l’équipe et tenter de remonter une opération contre le Gundam. Entre-temps, Al revoit aussi Christina MacKenzie, une jeune fille qui joue un peu le rôle de grande sœur pour lui ; il ne sait cependant pas qu’elle est devenue durant ses études au sein de la Fédération une pilote de mobile suit.
Peu après, l’équipe Cyclope tente un second assaut contre la base fédérale, mais est une nouvelle fois repoussée par le Gundam ; en fait, tous meurent hormis Bernie. Lassé, un général de Zeon décide alors d’envoyer un bombardement nucléaire sur la colonie. Afin d’éviter à tout prix le massacre des civils, Bernie répare son Zaku avec l’aide d’Al avec pour but d’enfin détruire le Gundam dans une dernière attaque désespérée.

## Personnages principaux
Alfred Izuruha (アルフレッド・イズルハ, Arufureddo Izuruha)
Al est un jeune garçon de onze ans vivant sur Side 6. Peu motivé par l’école et en pleine phase de rébellion contre ses parents, sa seule passion est les mobile suit qu’il admire. Il ne sait d’ailleurs peu de chose sur la guerre qui ravage le système solaire. Lorsque l’unité de Zeon attaque la base de la Fédération, il s’émerveille et saisit l’occasion pour voir à tout prix un mobile suit de ses yeux, faisant ainsi la connaissance de Bernie. Cependant, au contact de ce dernier, des batailles et des morts, Al prendra peu à peu conscience de ce qu’est réellement la guerre.
Bernard « Bernie » Wiseman (バーナード・ワイズマン, Bānādo Waizumanu)
Bernie est une jeune recrue du duché de Zeon, faisant partie de l’équipe Cyclope envoyée sur Side 6 pour détruire le Gundam. Une fois sur place cependant, il se prend d’amitié pour Al et sera très attiré par Christina MacKenzie, sans connaître sa véritable identité cependant. Quelque peu idéaliste, il se lance seul dans une attaque désespérée pour empêcher un bombardement nucléaire de la colonie.
Christina MacKenzie (クリスチーナ・マッケンジー, Kurisuchīna Makkenjī)
Christina (ou Chris) est une jeune pilote énergique de la Fédération, qui rentre au début de l’histoire sur Side 6 pour piloter le second Gundam. Par le passé, elle a souvent fait du baby-sitting pour Al, qui la considère comme sa grande sœur. C’est donc indirectement grâce à lui qu’elle rencontre Bernie, pour lequel elle aura une certaine attirance, ne sachant pas qu’il est un soldat de Zeon. Las, aux commandes de son Gundam, elle tuera la plupart des membres du commando de Zeon, avant d’affronter finalement Bernie dans son ultime assaut.
Sources et compléments,.

## Commentaire

### Choix de scénario et production
Créés à l’occasion des dix ans de la franchise Gundam, ces OAV, les tout premiers de la franchise, se démarquent néanmoins de la série originale par bien des aspects – c’est d’ailleurs la toute première production Gundam à ne pas avoir été réalisée par Tomino lui-même. Ainsi, le scénario prône un réalisme très fort : la guerre et les relations entre les personnages sont montrées sous un jour volontairement humain et dénué d’idéalisme ; toute l’histoire n’est d’ailleurs qu’un passage très annexe de la guerre contre Zeon dont l’issue n’aura aucun impact sur le monde (d’où le titre « war in the pocket », soit littéralement « guerre de poche »). De même, le concept de « newtype » (des humains ayant évolué au point de développer de nouvelles capacités psychiques) disparaît totalement, alors qu’il est au cœur des séries de Tomino. Enfin, on appréhende l’histoire de plusieurs points de vue différents : Al (un enfant naïf), et les deux belligérants à travers Chris et Bernie, montrant au passage que des soldats du duché de Zeon peuvent faire preuve d’humanisme et de bonté là où ils se voient réserver le rôle plus manichéen de « méchants » dans les premières séries. Voir l’action à travers le regard d’un enfant est en outre un procédé scénaristique courant qui permet de renforcer le contraste avec la réelle cruauté de la guerre, car le propos antimilitariste est finalement au centre des OAV,.
L’autre approche principale du scénario – plus en accord avec des séries comme Mobile Suit Zeta Gundam par exemple – est l’ambiance sombre et dramatique. On le constate évidemment dans les morts et la guerre qui font peu à peu disparaître l’insouciance et l’innocence d’Al, mais aussi dans le couple tragique que forment Bernie et Christina : tous deux ignorent leurs réelles identités et s’affronteront finalement aux commandes de leur mobile suit sans le savoir. Cette volonté de scénario explique pourquoi l’accent a principalement été mis sur le développement des relations entre les personnages, plutôt que sur l’action et les mechas, peu présents,.
Quant au développement proprement dit, on retrouve des personnes aujourd’hui relativement connues dans l’animation : la réalisation a été confiée à Fumihiko Takayama, tandis que le dessin des personnages fut assuré par Haruhiko Mikimoto (Macross) et la conception des mechas par Yutaka Izubuchi (qui travaillera plus tard sur Patlabor). Cependant, le niveau de l’animation est légèrement en deçà de ce qui se faisait à l’époque, peut-être pour rester cohérent avec la chronologie de l’histoire (Mobile Suit Gundam, qui se déroule donc à la même époque de l’Universal Century, a en effet dix ans d’âge à l’époque).

### Réception et critique
Mobile Suit Gundam 0080 : War in the Pocket sort en vidéo le 25 mars 1989 au Japon et paraît au rythme d’un épisode par mois jusqu’en août. La série a été exportée aux États-Unis et à Taiwan, mais jamais en francophonie.
L’OAV s’est attiré un succès tant critique que populaire parmi les fans de la saga,,. Dans le magazine Newtype d’avril 1989, Tomino lui-même s’estime globalement satisfait de l’œuvre à quelques défauts prêts.

## Fiche technique
Sauf mention contraire, les informations de cette fiche proviennent de l’IMDb, d’Anime News Network et de Bandai.
- Genre : anime
- Origine :  Japon
- Date de sortie : 25 mars 1989 – 25 août 1989
- Format : 6 OAV de 30 minutes

### Équipe de réalisation
- Œuvre originale : Hajime Yatate et Yoshiyuki Tomino
- Réalisation : Fumihiko Takayama
- Scénario : Hiroyuki Yamaga (en)
- Musique : Tetsuro Kashibuchi
- Conception des personnages : Haruhiko Mikimoto
- Conception des mechas : Yutaka Izubuchi
- Direction artistique : Koji Sugiura
- Direction de la photographie : Atsushi Okui
- Production : Kenji Uchida et Minoru Takanashi
- Direction de l’animation : Kazuo Tomizawa, Tadashi Saito, Toshihiro Kawamoto et Toshiyuki Kubōka
- Studio : Sunrise

### Doublage original
- Alfred Izuruha : Daisuke Namikawa
- Bernard Wiseman : Koji Tsujitani
- Christina MacKenzie : Megumi Hayashibara
- Chay : Tomoko Maruo
- Telcott : Ken Suzuki
- Dorothy : Konami Yoshida
- Steiner Hardy : Yosuke Akimoto
- Gabriel Ramirez Garcia : Bin Shimada
- Mikhaïl Kaminsky : Yu Shimaka
- Andy Strauss : Mitsuaki Hoshino
- Père de Al : Jun Hazumi
- Mère de Al : Ai Orikasa
- Père de Chris : Yasuo Muramatsu
- Mère de Chris : Mari Nakamura
- Killing : Kouji Totani
- Charlie : Minoru Inaba
- Dick Lumumba : Hiroshi Masuoka

### Musiques
- Générique d’ouverture : Itsuka sora ni todoite (lit. Je toucherai le firmament un jour) de Megumi Shiina
- Générique de fin : Tōi kioku (lit. Souvenirs lointains) de Megumi Shiina

### Liste des épisodes
La liste des épisodes est indiquée ci-dessous, :
| No | Titre français                                     | Titre japonais           | Titre japonais                    | Date de 1re diffusion |
| No | Titre français                                     | Kanji                    | Rōmaji                            | Date de 1re diffusion |
| -- | -------------------------------------------------- | ------------------------ | --------------------------------- | --------------------- |
| 1  | Quelle distance nous sépare du champ de bataille ? | 戦場までは何マイル？     | Senjou made wa nan mile ?         | 25 mars 1989          |
| 2  | Reflets dans un œil brun                           | 茶色の瞳に映るもの       | Chairo no hitomi ni utsuru mono   | 25 avril 1989         |
| 3  | Qu’y a-t-il au-delà de l’arc-en-ciel ?             | 虹の果てには？           | Niji no hate ni wa ?              | 25 mai 1989           |
| 4  | À travers rivières et bois                         | 河を渡って木立を抜けて   | Kawa wo watatte kodachi wo nukete | 25 juin 1989          |
| 5  | Tu m’as menti, Bernie                              | 嘘だといってよ、バーニィ | Uso dato itte yo, Bernie          | 25 juillet 1989       |
| 6  | War in the Pocket                                  | ポケットの中の戦争       | Pocket no naka no sensou          | 25 août 1989          |

## Autres médias
Mobile Suit Gundam 0080 : War in the Pocket a été retranscrit dès 1989 en une nouvelle de Kyosuke Yuki et un manga de Shigeto Ikehara édité par Kōdansha ; un nouveau manga de Kenji Mizuhara sorti en 1994 imagine quant à lui la suite de l’histoire.

## Annexe